# Boja herrgård
Boja herrgård (lettiska: Boju muižas pils) är en herrgårdsbyggnad i Kazdanga socken, Lettland. Byggnaden uppfördes av friherre von Behr 1860.